# Catwoman
Catwoman (echte naam: Selina Kyle) is een personage uit de strips van DC Comics. Ze is gecreëerd door Bob Kane en Bill Finger, en voornamelijk te zien in Batman-verhalen. Haar eerste optreden was in Batman #1 (lente 1940). Naast de strips duikt ze ook op in veel andere Batman-gerelateerde media.

## Achtergrond
In haar debuutstrip stond Catwoman nog bekend als "The Cat". Oorspronkelijk was ze bedoeld als tegenstander van Batman, maar in latere verhalen bleek ze haar eigen moraal te hebben, en is het onduidelijk of ze nu een held of een slechterik is.
Catwoman heeft in de loop der jaren veel verschillende kostuums en alter ego's gebruikt. Ook haar oorsprong is geregeld veranderd. Maar in vrijwel elke versie is ze bij haar eerste ontmoeting met Batman een inbreker met een op een kat gebaseerd kostuum.
In 1993 kreeg Catwoman haar eigen stripserie. Hierin werd ze neergezet als een internationale dief met haar eigen ambitieuze morele code.

## Krachten en vaardigheden
Catwoman is zeer atletisch. Ze heeft training gehad in acrobatiek en vele vechtsporten. Ze staat bekend om haar snelle ontsnappingen, katachtige reflexen, balans en flexibiliteit.
Aanvankelijk droeg Catwoman geen speciaal kostuum. In de strips erna heeft ze veel verschillende kostuums gebruikt, waaronder een in de kleur groen. Haar meest bekende kostuum is een strak zwart leren pak.
Catwoman heeft veel verschillende wapens gebruikt, maar haar favoriet is een zweep.

## In andere media

### Films
- Catwoman werd gespeeld door Michelle Pfeiffer in de film Batman Returns. In deze film wordt ze Catwoman om wraak te nemen op haar baas Max Shreck, die haar probeerde te vermoorden.
- In 2004 kreeg Catwoman haar eigen film. Halle Berry vertolkte de rol. De film had qua verhaal geen connecties met de Batman-verhalen.
- Catwoman wordt gespeeld door Anne Hathaway in de film The Dark Knight Rises. Ze wordt in die film niet bij de naam Catwoman genoemd, maar enkel bij de naam van haar alter ego Selina Kyle. Niettemin vertoont haar kostuum wel kenmerken van een kat en wordt ze in een krantenartikel The Cat genoemd.
- Catwoman verschijnt in LEGO minifiguur-vorm in The Lego Batman Movie als korte rol. Catwoman's stem werd ingesproken door Zoë Kravitz die later ook een live-action versie van deze rol speelt. De Nederlandse stem werd ingesproken door Tara Hetharia.
- Catwoman wordt gespeeld door Zoë Kravitz in de film The Batman uit 2022 van regisseur Matt Reeves.

### Televisieseries
- Catwoman werd gespeeld door Julie Newmar en Eartha Kitt in de televisieserie Batman. In de daaruit voortvloeiende gelijknamige film speelde Lee Meriwether haar.
- Catwoman heeft meegespeeld in alle Batman-animatieseries. In Batman: The Animated Series en The New Batman Adventures is ze een dierenrechtenactiviste die zelfs een paar keer samenwerkte met Batman.
- In de serie The Batman was ze ook van de partij.
- Een jongere Selina Kyle wordt gespeeld door Camren Bicondova in live-action televisieserie Gotham. In deze serie zien we Selina langzamerhand veranderen in Catwoman.

### Videospellen
- Zij was ook een speelbaar karakter in het videospel Mortal Kombat vs. DC Universe.
- Catwoman is een speelbaar personage in de Catwoman Bundle Pack DLC van Batman: Arkham City.
- In Batman: Arkham Knight wordt Catwoman gevangengenomen door de Riddler. Door puzzels en raadsels op te lossen en races te winnen moet Batman sleutels verzamelen. Alleen zo kan hij de explosieve halsband die Catwoman rond haar nek heeft onschadelijk maken. Catwoman's stem voor de Arkham spellen is ingesproken door Grey DeLisle.